# Chatka pod Potrójną
Chatka pod Potrójną – chatka studencka w Beskidzie Małym, między Przełęczą Zakocierską a szczytem Beskidu.
Znajduje się w granicach wsi Kocierz Rychwałdzki w województwie śląskim, w powiecie żywieckim, w gminie Łękawica. Schronisko mieści się w góralskim, drewnianym domu z 1911. Chatka została w 1974 zakupiona przez Akademię Ekonomiczną w Katowicach, a obecnie jest własnością prywatną.
Schronisko jest czynne cały rok. Dysponuje tanimi 30 miejscami noclegowymi i 15 w dodatkowym budynku. Na parterze znajduje się ogólnodostępna kuchnia, jadalnia z kominkiem i pianinem oraz prowizoryczna łazienka z bieżącą, zimną wodą. Na piętrze jest 5 pokoi. Na podwórku jest wiata.
Nieco powyżej chatki, przy żółtym szlaku do Przełęczy Zakocierskiej znajduje się oryginalna skała Zbójeckie Okno.

## Szlaki turystyczne
Do chatki można dojść:
 Targanice – Jawornica – Potrójna – Przełęcz Zakocierska – Chatka pod Potrójną – Przełęcz na Przykrej – Łamana Skała – rozstaje Anuli – Rzyki-Pracica
 Mały Szlak Beskidzki na odcinku: Przełęcz Kocierska – Potrójna – Przełęcz Zakocierska –  Beskid – Przełęcz na Przykrej – Łamana Skała – rozstaje Anula – Smrekowica – rozdroże pod Smrekowicą – Na Beskidzie – Góra Potrójna (847 m) – przełęcz Beskidek – Leskowiec – schronisko PTTK Leskowiec – Krzeszów
 ze Ślemienia do Łamanej Skały (Madahory), a potem szlak czerwony
- można także dotrzeć od południa z przystanku PKS Kocierz-Basie specjalnym żółtym szlakiem, prowadzącym właśnie do chatki albo drogą przez Zakocierz.

## Galeria

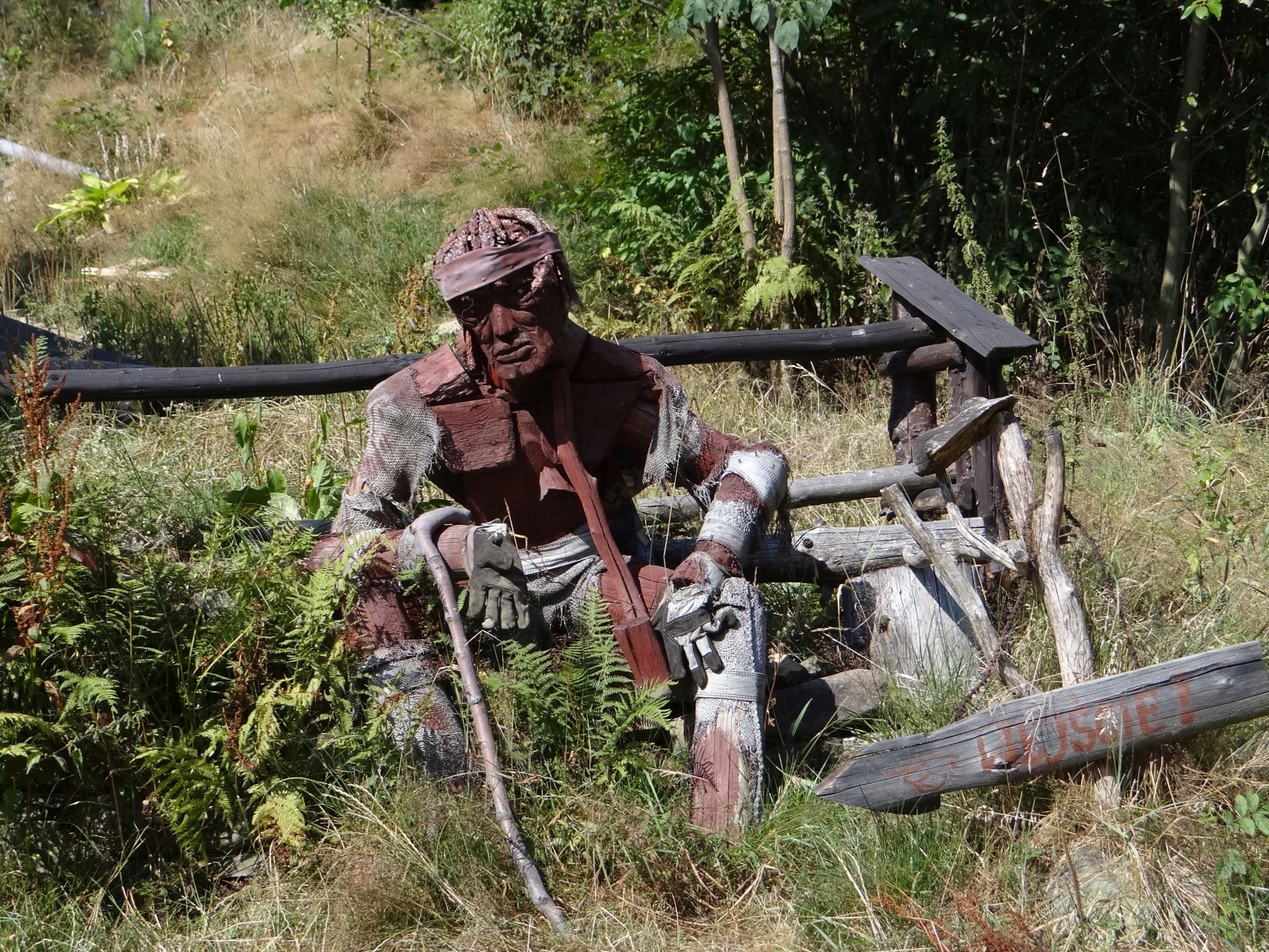
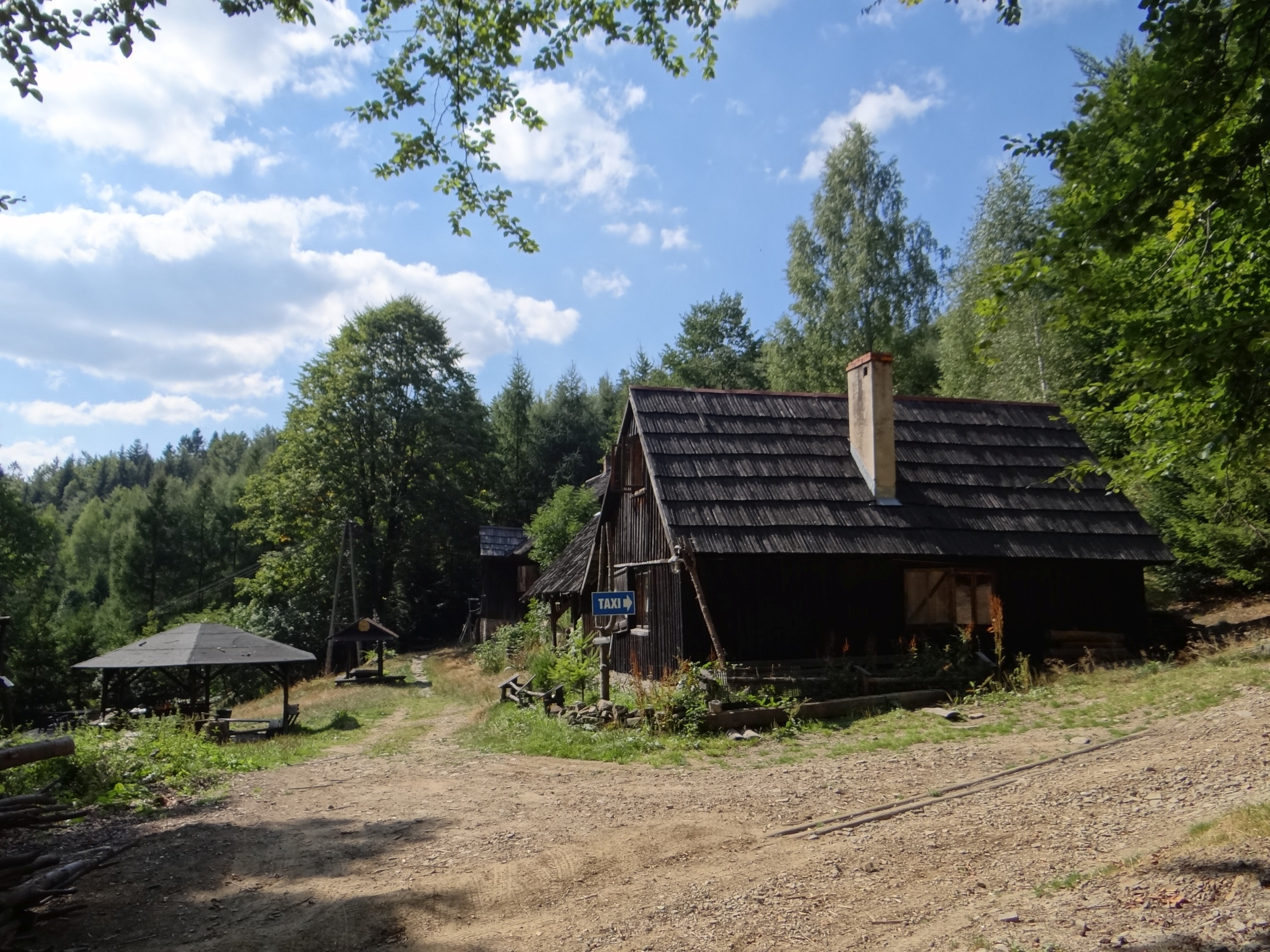
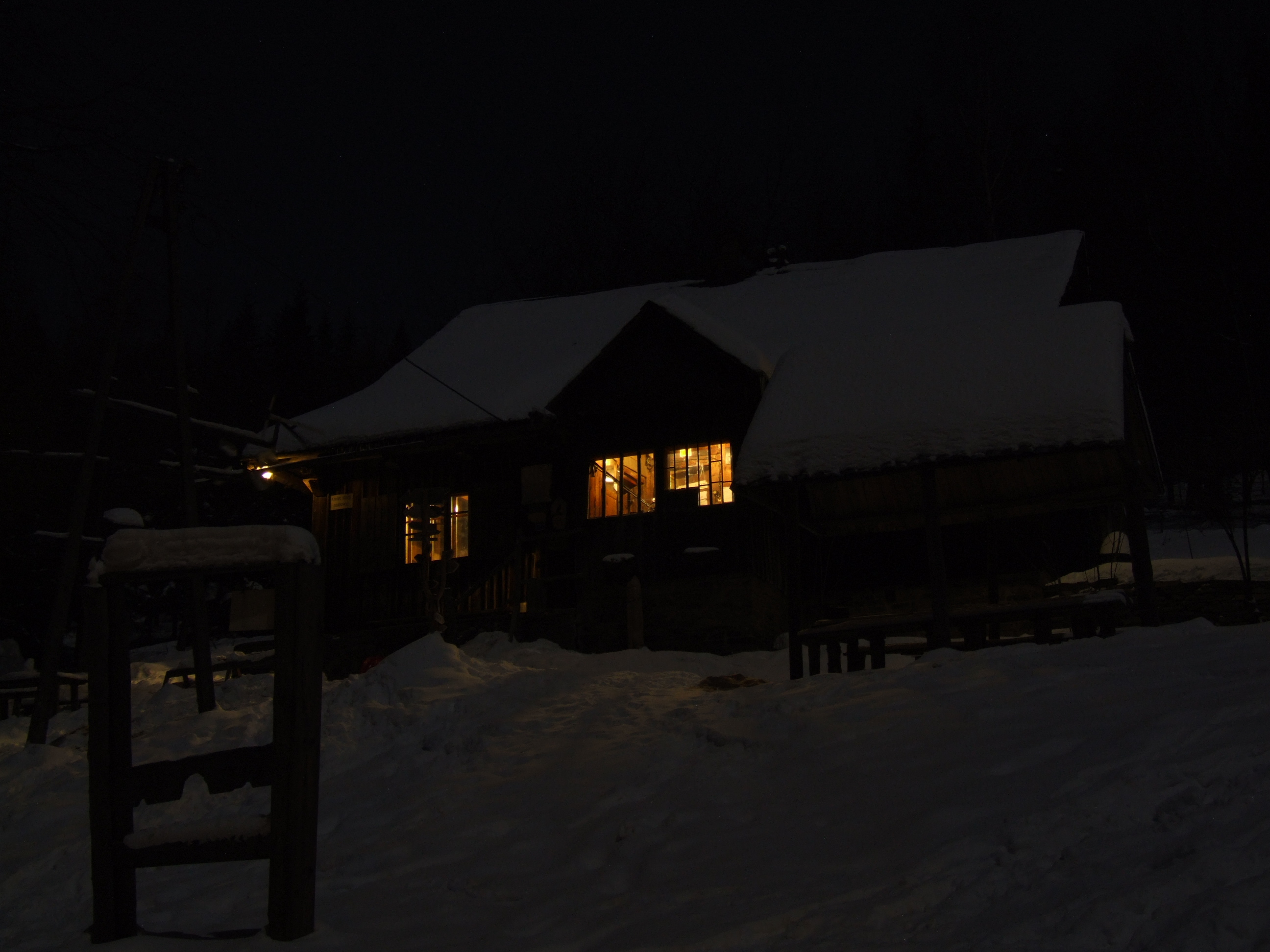
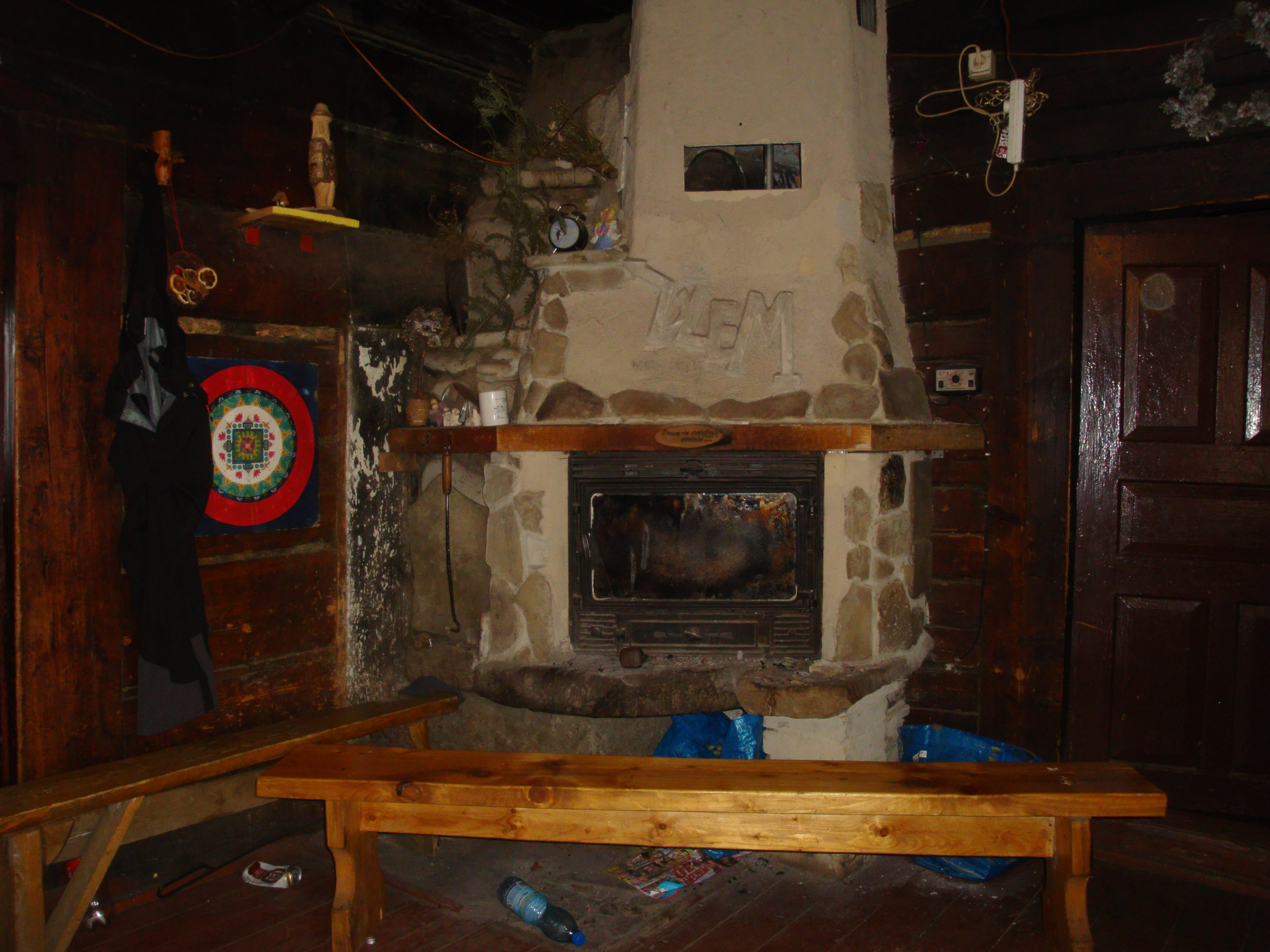
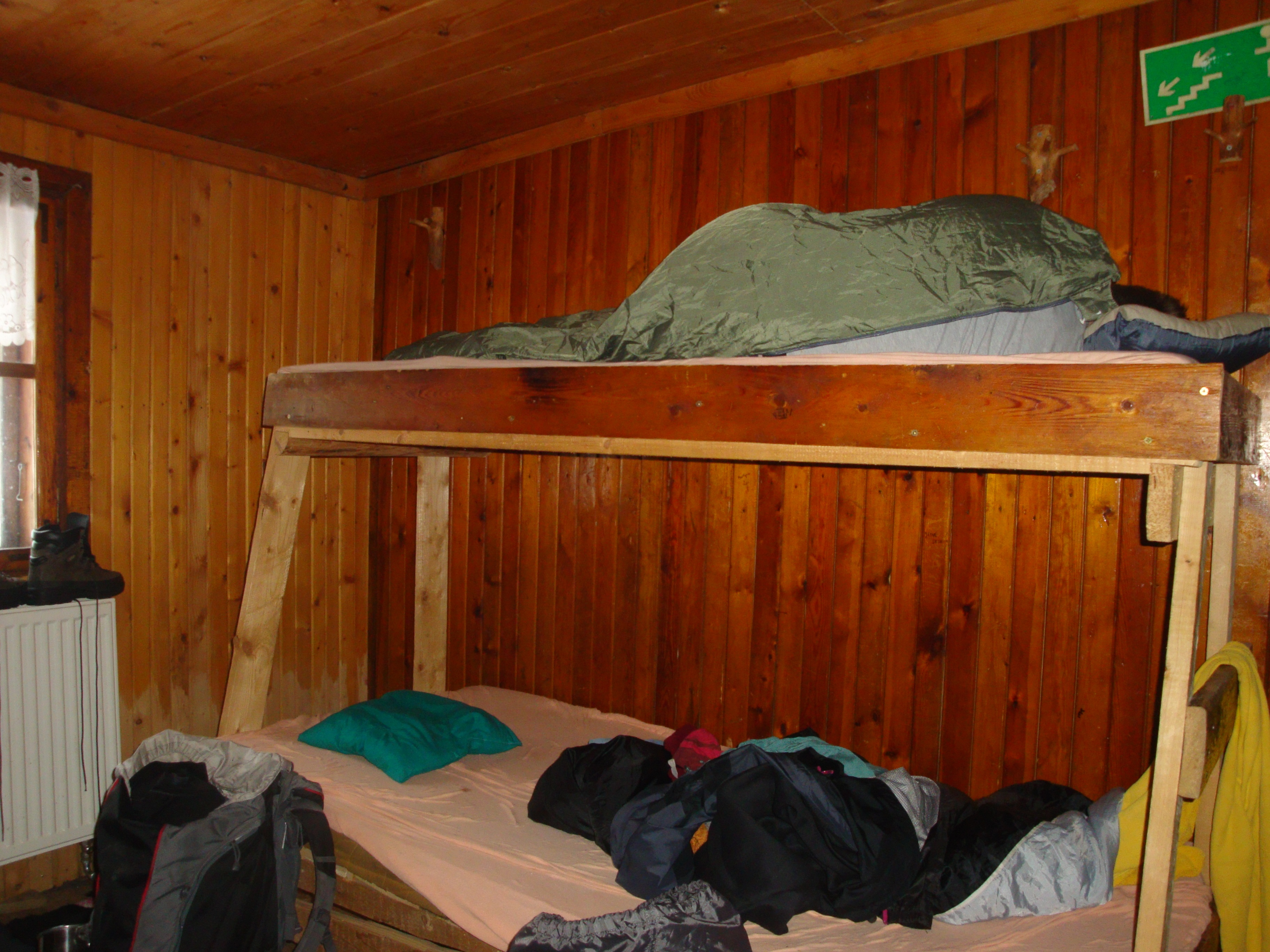